# Медаль Победы (Бельгия)
Медаль Победы (фр. Médaille de la Victoire) — бельгийская награда, учреждённая королевским указом от 14 июля 1919 года для награждения всех, как военных, так и гражданских лиц, служивших в бельгийских вооруженных силах и мобилизованных в период с 1 августа 1914 года по 11 ноября 1918 года.
Последовательными декретами его присвоение распространялось на различные другие категории лиц, как, например, на тех, кто участвовал в африканских кампаниях 1914—1917 годов в составе торгового флота, бельгийских рыбаков и т. д.
Её носят сразу после медали Изера.
Дизайнером был Поль Дю Буа, было выпущено от 300 000 до 350 000 медалей, произведённых в Estabilisements Jules Fonson и, возможно, на других фабриках.

## Официальное описание

### Аверс
Крылатая Победа стоит на земном шаре, расправив крылья, в левой руке держит лавровый венок, а в правой — меч.

### Реверс
В центре малый герб Бельгии в лавровом венке, окруженный гербами девяти союзных наций: (по часовой стрелке) Третья Французская республика, Соединенные Штаты Америки, Японская империя, Королевство Греция, Бразилия, Сербия, Португалия, Королевство Италия и Британская империя. По краям двуязычный текст:
(фр. LA GRANDE GVERRE POVR LA CIVILIZATION и нидерл. DE GROOTE OORLOG TOT DE BESCHAVING) — «Великая война за цивилизацию».